# Futópálya (sport)

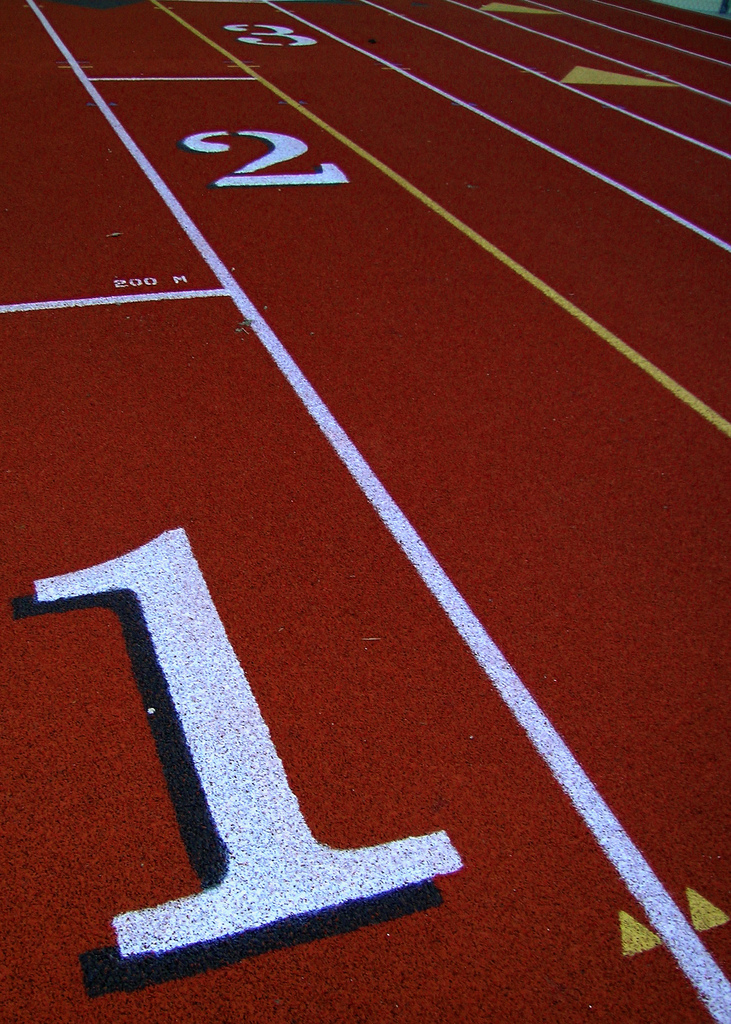
Futópálya

A futópálya a futószámok  edzésére és versenyeinek lebonyolítására alkalmas, általában ellipszis alakú kiépített sportpálya. Szokás szerint atlétikai pályák része vagy labdarúgópálya körül létesítik. 

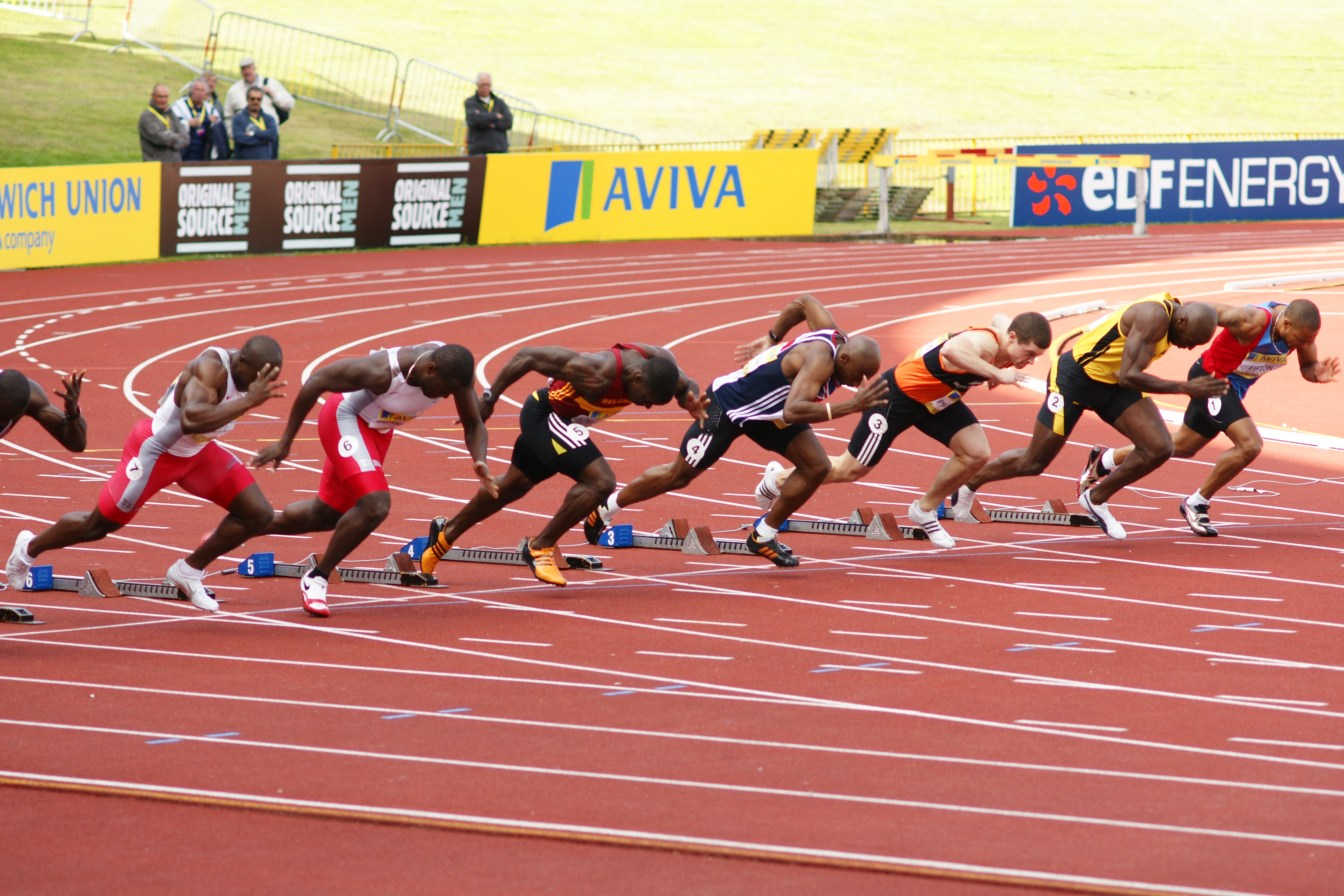
A rajt pillanata (100 m)

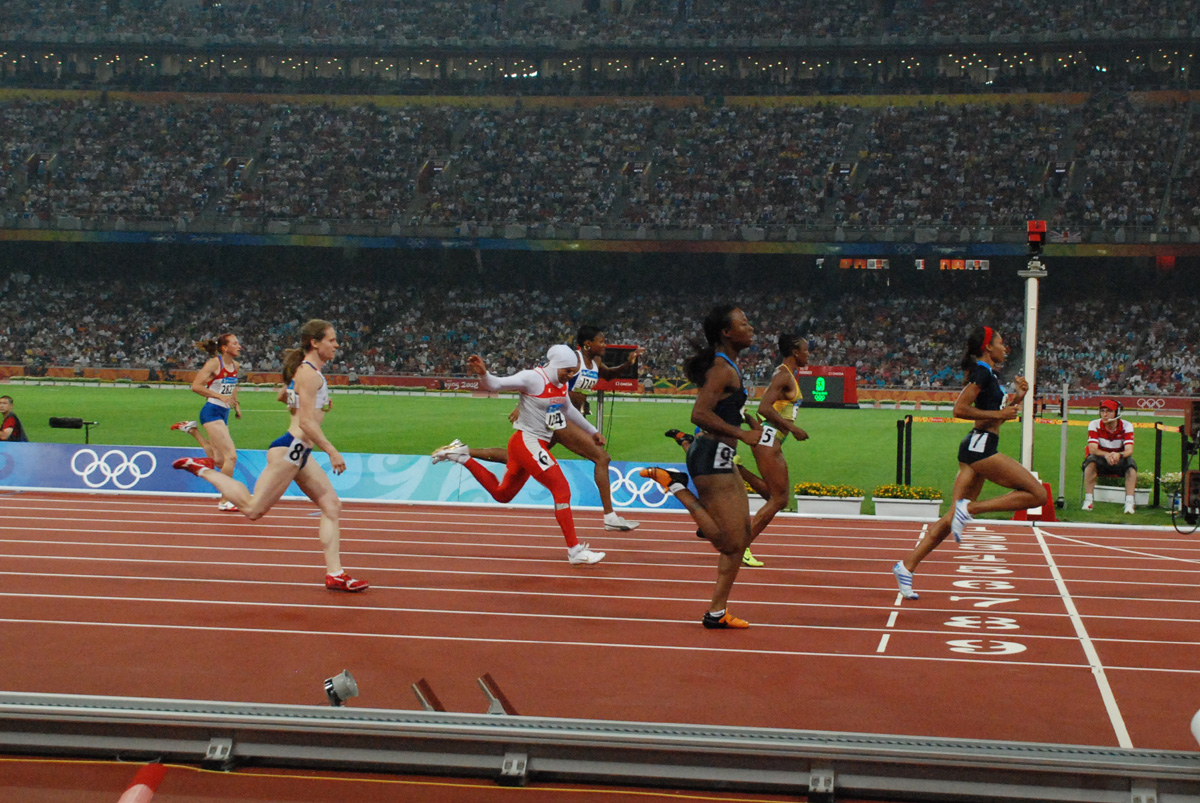
Célba érkezés

## Hossza
Nemzetközi szinten különböző szabványok léteznek. A Nemzetközi Atlétikai Szövetség (IAAF) szabályai szerint a hossza 400 méter.

## Története
A futópályák felszíne az 1950-es évekig salakos, földes volt, a fedett helyeken faborítást alkalmaztak. Próbálkoztak gumival kevert aszfalttal, majd a 60-as évektől terjedtek el a szintetikus alapanyagú pályák, bár már 1956-ban Melbourne-ben a bemelegítő pályán kipróbáltak műanyag borítást is.
A szintetikus pályák alapjául szolgáló poliuretánt Otto Bayer kísérletezte ki 1937-ben. Az építőipar más területein is használt rugalmas, gumiszerű anyagot a sportban először lóversenyeken használták. A szabadtéri hasznossága igazolódott, amikor a változó időjárási viszonyok mellett is kiváló tulajdonságokat mutatott. Az 1960-as években sorra fektették le a rugalmas anyagot Észak-Amerika számos egyetemének atlétikai pályájára, amikor a 3M kifejezetten futáshoz kifejlesztette a „Tartan” nevű termékét. A mexikói olimpia volt az első 1968-ban, amikor olimpiai játékon is használták. (Ekkor még higanyt tartalmazott, azóta továbbfejlesztették és ma az APS védjegye. A világon sok helyen ezt fajtanévként használják.
Európában a német Rekortan GmbH készített először műanyag-gumis futófelületet, amit először a müncheni olimpián használtak a játékok történetében. Az ő technológiájuk kissé eltért az amerikai készítményektől. Abban az időben Magyarországra a német borítás került be, így a magyar szóhasználatban is a rekortán vált fajtanévvé.
Az anyaggal sokan kísérleteztek, és különböző neveken forgalmazták az eltérő cégek, pl: Stobitan, Polytan, Chevron 440,
Eurotan, Martin ISS (Beynon), Plexipave, Conipur. A különböző rugalmasságú felületek hozzájárultak a sportolók újabb és újabb időrekordjaihoz is.
Az utóbbi időkben az olasz Mondo S.p.A. termékét (Mondotrack) kedvelik leginkább a hivatalos atlétikai versenyeken, amelyet biomechanikai kutatások alapján fejlesztettek ki az 1980-as években a teljesítmény növelésére és a sérülések minimalizálására. (Ezt használják a 2023-as atlétikai világbajnokságon is a budapesti Nemzeti Atlétikai Központban.)

## Modern minőségi követelmények
- magas szakítószilárdság
- változó hőmérsékleti viszonyok elviselése (formatartás)
- csapadék elvezetés
- rugalmas és kemény
- környezetbarát és újrahasznosítható

(Forrás: Futás.net)